# Vladímir Zhdánov
Vladímir Ivánovich Zhdánov (en ruso: Владимир Иванович Жданов; Kiev, 1902 - Belgrado, 1964) fue un coronel general de tropas de tanques en las fuerzas armadas de la Unión Soviética. Tuvo un destacado papel en el Ejército Rojo soviético en la Segunda Guerra Mundial durante la campaña soviética de los Balcanes. Falleció en un accidente aéreo a las afueras de Belgrado cuando la delegación soviética que se disponía a asistir al 20.º aniversario de la liberación de la ciudad, que lideró al frente del 4.º Cuerpo Mecanizado de Guardias del 3.º Frente Ucraniano en 1944, se estrelló en el monte Avala.

## Formación militar

### Carrera
En 1941, Zhdánov se convirtió en comandante asistente de la escuela de tanques de Syzran. Asistió a la Academia Militar del Estado Mayor desde 1941 hasta 1942. De 1942 a 1944 fue el Jefe de Estado Mayor del 13.º Cuerpo de Tanques. Entre 1944 y 1945 dirigió al 4.º Cuerpo Mecanizado de Guardias. De 1945 a 1947 fue el oficial al mando de la 5.ª División Mecanizada de Guardias. Luego, comandó la 6.ª División Mecanizada de Guardias de 1947 a 1949. 
Asistió a la Academia Militar del Estado Mayor entre 1950 y 1951. Fue Jefe de Estado Mayor del Distrito militar del Lejano Oriente hasta 1953. De 1951 a 1953 también fue el Subcomandante en jefe del Distrito militar del Lejano Oriente. También se desempeñó como Subcomandante en Jefe del Distrito militar de los Urales del Sur y del Grupo Central de Fuerzas. También fue el primer subcomandante en jefe del distrito militar de Transbaikal. Desde 1961 hasta 1964, fue Asesor Militar Superior del Ejército Popular Nacional de Alemania Oriental. En 1964, fue comandante de la Academia Militar de Fuerzas de Tanques en la Unión Soviética.
Por sus servicios al ejército, recibió el título honorario de Héroe de la Unión Soviética.

### Liberación de Belgrado
Fue el comandante del 4.º Cuerpo Mecanizado de Guardias del 3.º Frente Ucraniano en 1944 durante la Ofensiva de Belgrado. En una acción conjunta con los Partisanos yugoslavos, esta unidad capturó Belgrado el 20 de octubre de 1944. Por su participación en la liberación de Yugoslavia, recibió la medalla de la Orden de Héroe del Pueblo. Dos calles de Belgrado también fueron nombradas en su honor.

## Fallecimiento
Murió el 19 de octubre de 1964, al estrellarse su avión en el monte Avala cuando iba a asistir al 20.º aniversario de la liberación soviética de Belgrado que se celebraba el día siguiente. El mariscal soviético Serguéi Biriuzov también murió en el accidente.
En el lugar fue construido el Monumento a los veteranos de guerra soviéticos. Vladímir Zhdánov fue enterrado en el Cementerio Novodévichi de Moscú.

## Legado
La calle Resavska en el centro de Belgrado recibió su nombre de 1946 a 1951 y luego nuevamente de 1965 a 1997. En 2010, hubo una iniciativa para nombrar una calle en el distrito de Novi Beograd en su honor. En 2016, el administrador de la ciudad de Belgrado, Goran Vesić, anunció que la Asamblea de Belgrado había aceptado la iniciativa y que una calle de Novi Beograd, antes llamada Calle Pohorska, pasaría a llamarse Calle General Zhdánov. Asimismo, la calle Goce Delcev Street pasaría a llamarse Bulevar Mariscal Tolbujin, en honor de Fiódor Tolbujin.

## Condecoraciones
- Héroe de la Unión Soviética
- Héroe del Pueblo de Yugoslavia
- Medalla de la victoria sobre Alemania en la Gran Guerra Patriótica 1941-1945
- Medalla del 20º Aniversario del Ejército Rojo de Obreros y Campesinos
- Medalla por la Conquista de Budapest
- Medalla por la Defensa de Stalingrado
- Medalla por la Liberación de Belgrado
- Orden de Lenin
- Orden de la Bandera Roja
- Orden de la Estrella Roja
- Orden de Kutúzov
- Orden de Suvórov